# Love Don't Cost a Thing (canção)
"Love Don't Cost a Thing" é o primeiro single do segundo álbum de Jennifer Lopez, J.Lo, de 2001. A canção alcançou a terceira posição na Billboard Hot 100 e tornou-se o primeiro single de Jennifer Lopez a alcançar a primeira posição na UK Singles Chart. A sua versão em espanhol, "Amor Se Paga con Amor", destaque na edição latina de J.Lo, ficou restringida às paradas de música latina. Jennifer Lopez interpretou a canção pela primeira vez na MTV Europe Music Awards de 2000, em Estocolmo, Suécia.

## Videoclipe
O videoclipe começa enquanto Jennifer Lopez falava com seu namorado no celular. O namorado conta-lhe que não vai poder estar com ela nesse dia. Então ele pergunta a Jennifer se ela recebeu um bracelete que ele tinha comprado para ela, e ela diz sim e que o adorno era bonito. Entretanto, Jennifer fala que prefere ver seu namorado pessoalmente ao invés disso, e a última coisa que ela precisa é outro bracelete. O video é então paralisado e a câmera muda para a vista de Lopez saindo de uma casa e indo para seu conversível. Então ela segue para a rodovia com seu carro e chega a uma praia, onde ela começa a caminhar. Descalça seus chinelos, tira seus óculos escuros, seu casaco e então seu colar. Em seguida, Jennifer tira um cartão-postal que dizia: "Desejo que você estivesse aqui". Neste momento, Jennifer está acompanhado de dois dançarinos (um dos dançarinos é o seu ex-marido, Cris Judd). A câmera foca então no cartão-postal e Jennifer começa a dançar. Jennifer rasga o cartão-postal e depois joga-o fora. Jennifer corre então para o mar e despe-se de todas as suas roupas. O final do videoclipe destaca Jennifer com a metade de seu corpo para fora da água, cubrindo seus seios com as mãos.
O videoclipe recebeu duas nominações na Prêmios MTV de Videoclipes de 2001:  Melhor Videoclipe Feminino e Melhor Videoclipe.

## Lista de faixas
CD Single (Estados Unidos)
1. "Love Don't Cost a Think" (HQ2 Club Vocal Mix)
2. "Love Don't Cost a Thing" (Main Rap #1 com participação de P. Diddy)
3. "Love Don't Cost a Thing" (RJ Schoolyard Mix com participação de Fat Joe)
4. "Love Don't Cost a Thing" (Full Intention Club Mix)
5. "Let's Get Loud" (Kung Pow Club Mix)

CD Single melhorado (Reino Unido)
1. "Love Don't Cost a Thing"
2. "Love Don't Cost a Thing" (Full Intention Club Mix)
3. On the 6 Megamix ("If You Had My Love"/"Waiting for Tonight"/"Let's Get Loud")
4. "Love Don't Cost a Thing" (videoclipe)

CD Single (Austrália)
1. "Love Don't Cost a Thing"
2. On the 6 Megamix ("If You Had My Love"/"Waiting for Tonight"/"Let's Get Loud")
3. "Love Don't Cost a Thing" (RJ Schoolyard Mix com participação de Fat Joe)

## Desempenho
Nos Estados Unidos, "Love Don't Cost a Thing" estreou na 44ª posição na Billboard Hot 100 na semana de 9 de dezembro de 2000. Após três semanas, a canção estava entre os primeiros vinte colocados, e notavelmente subiu da décima para a quarta posição na semana de 27 de janeiro de 2001 assim que as execuções nas rádios aumentaram. Apesar da canção ser o primeiro de quatro canções de Jennifer Lopez que alcançaram a primeira posição na Hot 100 Airplay, "Love Don't Cost a Thing" alcançou apenas a terceira posição na Hot 100 por suas semanas consecutivas, não conseguindo ultrapassar as canções de Shaggy e Joe.
| Tabelas musicais (2000-2001)               | Melhor posição |
| ------------------------------------------ | -------------- |
| Estados Unidos - Billboard Hot 100         | 3              |
| Estados Unidos - Hot R&B/Hip-Hop Songs     | 40             |
| Estados Unidos - Hot Dance Club Songs      | 9              |
| Europa - Eurochart Hot 100 Singles         | 2              |
| Alemanha - German Singles Chart            | 6              |
| Austrália - ARIA Singles Chart             | 4              |
| Áustria - Austrian Singles Chart           | 11             |
| Bélgica - Belgian (Flanders) Singles Chart | 11             |
| Bélgica - Belgian (Wallonia) Singles Chart | 14             |
| Países Baixos - Dutch Singles Chart        | 1              |
| Dinamarca - Danish Singles Chart           | 4              |
| França - France Singles Chart              | 5              |
| Finlândia - Finnish Singles Chart          | 1              |
| Itália - Italian Singles Chart             | 1              |
| Noruega - Norwegian Singles Chart          | 3              |
| Nova Zelândia - RIANZ Singles Chart        | 5              |
| Reino Unido - UK Singles Chart             | 1              |
| Suécia - Swedish Singles Chart             | 3              |
| Suíça - Swiss Singles Chart                | 2              |

| Tabelas musicais (2001)                       | Melhor posição |
| --------------------------------------------- | -------------- |
| Estados Unidos - Hot Latin Tracks             | 21             |
| Estados Unidos - Latin Pop Airplay            | 8              |
| Estados Unidos - Latin Tropical/Salsa Airplay | 3              |

| Ano  | Tabelas musicais                     | Posição |
| ---- | ------------------------------------ | ------- |
| 2001 | Austrália - Australian Singles Chart | 61      |

| País / Certificadora | Certificação |
| -------------------- | ------------ |
| Austrália (ARIA)     | Platina      |
| Suíça (IFPI)         | Ouro         |
| Reino Unido (BPI)    | Prata        |

### Precessão e sucessão
| Precedido por "Goodnight Moon" por Shivaree               | Primeira posição na Federazione Industria Musicale Italiana 12 de Janeiro de 2001    | Sucedido por "Io sono Francesco" por Tricarico                                 |
| Precedido por "Can't Fight the Moonlight" por LeAnn Rimes | Primeira posição na Finnish Singles Chart 13 de Janeiro de 2001                      | Sucedido por "Stan" por Eminem com Dido                                        |
| Precedido por "Touch Me" por Rui da Silva com Cass Fox    | Primeira posição na UK Singles Chart 20 de Janeiro de 2001                           | Sucedido por "Rollin' (Air Raid Vehicle)" por Limp Bizkit                      |
| Precedido por "Can't Fight the Moonlight" por LeAnn Rimes | Primeira posição na Dutch Top 40 20 de Janeiro - 27 de Janeiro de 2001               | Sucedido por "Ms. Jackson" por OutKast                                         |
| Precedido por "Don't Tell Me" por Madonna                 | Primeira posição na New Zealand RIANZ Singles Chart 4 de Março - 11 de Março de 2001 | Sucedido por "Nobody Wants to Be Lonely" por Ricky Martin e Christina Aguilera |